# Новосибирский завод железобетонных опор и свай
Новосибирский завод железобетонных опор и свай — завод, расположенный в Советском районе Новосибирска (микрорайон ОбьГЭС). Основан в 1964 году. Производит различные железобетонные изделия.

## История
Постройка предприятия началось в 1962 году, в 1964 году завод был введён в эксплуатацию.
Первоначально предприятие было в ведении Министерства энергетики и электрификации СССР, с 1991 года — Министерства топлива и энергетики РФ.

## Производство
Предприятие производит различные железобетонные изделия: сборный железобетон для подстанций и сетей ЛЭП, сваи для гражданского и промышленного строительства, предварительно-напряжённые вибрированные стойки, плиты и т. д.

## Руководители
- П. А. Устинов (1962—1964)
- П. А. Корсун (1964—1965)
- М. Н. Передин (1965—1968)
- К. А. Занадворов (1968—1975)
- В. П. Дзюбенко (1975—1981)
- В. А. Панишев (1981—1984)
- Р. А. Реттих (1984—1993)
- Н. И. Данилов (1993—2001), генеральный директор[1]
- Д. В. Коротков, генеральный директор